# Kvinnoundersökningen
Kvinnoundersökningen är en befolkningsstudie av kvinnor i åldrarna 38 år och äldre som bor i Göteborg. 
Kvinnoundersökningens syfte är att undersöka utvecklingen av hjärt- och kärlsjukdomar, menopaus, gynekologiska (kvinnosjukdomar)  och psykiska besvär hos kvinnor från och med medelåldern och uppåt. Den är en av de äldsta i världen i sitt slag där flera generationer av kvinnor studeras. Studien samlar dels information om medicinsk och social bakgrundsinformation genom frågeformulär. Dels genomgår alla deltagare olika fysiska undersökningar, via läkare, tandläkare och sjuksköterska till exempel elektrokardiografi (EKG), lungfunktion/topputandningsflöde (PEF) och tandröntgen, därutöver insamlas blodprov och urinprov för analyser av bland annat blodvärde, blodsocker och blodfetter. På så vis ges möjligheten till att studera och följa olika riskfaktorer för bland annat kvinnlig hjärtkärlsjukdom under mer än 50 år.
Datainsamlingen startade 1968 på Sahlgrenska Universitetssjukhuset  av läkaren Calle Bengtsson med flera och fortgår. I dagsläget finns cirka 3 000 kvinnor som deltagit i Kvinnoundersökningen, med en svarsfrekvens på 90 procent vid starten 1968 och cirka 70 procent vid den senaste uppföljningen 2016-2017. Kvinnoundersökningen är ett samarbetsprojekt mellan flera enheter på  Göteborgs universitet (Enheten för Allmänmedicin, Avdelningen för samhällsmedicin och folkhälsa, Institutionen för odontologi och Institutionen för neurovetenskap och fysiologi)
Kvinnoundersökningen är samma sak som Kvinnostudien – Populationsundersökningen av kvinnor (på engelska the Prospective Population Study of Women in Gothenburg, Sweden, förkortat PPSW).
Longitudinella populationsstudier ger goda förutsättningar för insamling av data, som underlag för testning av potentiella samband mellan frisk- och riskfaktorer och kvinnors hälsa. De ger även möjlighet att studera utveckling av kvinnors livsstilsfaktorer över tid.
Etiska kommittén vid Göteborgs universitet respektive regionala etikprövningsnämnden har godkänt studierna.